# Yayoi Tamura
Yayoi Tamura (ur. 6 marca 1971) – japońska snowboardzistka. Nie startowała na igrzyskach olimpijskich. Najlepszy wynik na mistrzostwach świata osiągnęła na mistrzostwach w Whistler, gdzie zajęła 27. miejsce w halfpipe’ie. Najlepsze wyniki w Pucharze Świata osiągnęła w sezonie 2004/2005, kiedy to zajęła 7. miejsce w klasyfikacji halfpipe’a.

## Sukcesy

### Mistrzostwa Świata
| Miejsce | Dzień       | Rok  | Miejscowość | Konkurencja | Zwycięzca     |
| ------- | ----------- | ---- | ----------- | ----------- | ------------- |
| 27.     | 22 stycznia | 2005 | Whistler    | Halfpipe    | Doriane Vidal |

### Puchar Świata

#### Miejsca w klasyfikacji generalnej
- 2002/2003 - -
- 2003/2004 - -
- 2004/2005 - -
- 2005/2006 - 52.
- 2006/2007 - 61.

#### Miejsca na podium
1. Whistler – 10 grudnia 2005 (Halfpipe) - 3. miejsce